# Raparna metaphaea
Raparna metaphaea là một loài bướm đêm trong họ Noctuidae.